# Bitwa nad rzeką Hydaspes
Bitwa nad rzeką Hydaspes – starcie zbrojne w maju lub czerwcu roku 326 p.n.e. w trakcie kampanii wojennej Aleksandra Macedońskiego w Indiach. 
Zdaniem wielu historyków bitwa ta była największym wyczynem militarnym Aleksandra

## Przebieg
Maszerując do Indii Aleksander natknął się nad rzeką Hydaspes (w dzisiejszym Pakistanie) na silną armię hinduską mającą 200 słoni bojowych (według innych źródeł 85). Atak na stojące po drugiej stronie rzeki wojska hinduskie utrudniały wezbrane wody. Macedoński król rozbił obóz i pozorowanymi działaniami uśpił czujność hinduskich wojsk. Następnie z wydzielonym oddziałem 15 tysięcy swoich najlepszych żołnierzy (być może 25 tysięcy) ruszył w górę rzeki i tam, niezauważony przez przeciwnika, przekroczył rzekę. W obozie pozostało około 11 tysięcy zbrojnych. Gdy w końcu hinduski władca Poros zorientował się w sytuacji, wysłał przeciwko Aleksandrowi 2000 jeźdźców i rydwany pod wodzą swego syna (również Porosa). Oddział ten został jednak rozbity przez Macedończyków. W starciu zginął syn Porosa oraz ukochany koń Aleksandra Bucefał.
Następnie macedoński król ruszył na główne siły wroga liczące wedle różnych źródeł 22-34 tysiące żołnierzy. Poros ustawił przed swoją piechotą słonie, a na skrzydłach rozmieścił jazdę. Aleksander skierował część swoich kawalerzystów na lewe skrzydło armii hinduskiej. Hinduski wódz postanowił pobić jazdę Aleksandra i przerzucił na swoją lewą flankę jazdę z prawego skrzydła. Wtedy zza macedońskiej piechoty wyjechała niewidoczna dotąd reszta jazdy Aleksandra i uderzyła na jeźdźców Porosa od tyłu. 
Wtedy do ataku na czoło hinduskiej armii ruszyła piechota. Zgodnie z rozkazem wodza piechurzy rzucali oszczepy w trąby słoni i cięli ich nogi toporami. Tymczasem jazda po rozprawieniu się z hinduską kawalerią zaatakowała piechotę od tyłu. Zwycięstwo macedońskiej armii było całkowite.
Uciekający na wielkim słoniu Poros został doścignięty przez Macedończyków i poddał się Aleksandrowi. Ten zaproponował hinduskiemu władcy, by został jego sojusznikiem. Poros propozycję przyjął.

## Literatura tematu
- Michał Piekarski: Hydaspes 326 p.n.e. Warszawa: Bellona, 2019, seria: Historyczne bitwy, ISBN 978-83-11-15799-6
- John Fuller: The Generalship of Alexander the Great. New Jersey: Da Capo Press, 1960, ISBN 978-0-306-80371-0
- Guy Rogers: Alexander: The Ambiguity of Greatness. New York: Random House, 2004